# Guanshan (Taitung)
Guanshan (chinesisch 關山鎮, Pinyin Guānshān Zhèn, W.-G. Kuan1-shan1 Chen4) ist eine Stadtgemeinde im Landkreis Taitung auf Taiwan (Republik China).

## Lage, Geographie und Klima
Guanshan liegt im südlichen Abschnitt des Huatung-Tals, das sich parallel zur Ostküste Taiwans erstreckt. Guanshan hat eine maximale Nord-Süd-Ausdehnung von 14,7 Kilometern und eine maximale Ost-West-Ausdehnung von etwa 8 Kilometern. Nach Westen hin ist die Gemeinde durch die Ausläufer der zentralen Gebirgskette Taiwans und nach Osten hin durch das Haian-Gebirge begrenzt. In der Talmitte liegt das Flussbett des Flusses Beinan. Guanshan ist neben Chenggong die einzige Stadtgemeinde (鎮, Zhèn) im Landkreis Taitung. Die Nachbargemeinden sind (von Norden im Uhrzeigersinn) die Landgemeinden Chishang, Donghe, Luye und Haiduan. Das Ortsklima ist tropisch warm und durch den Monsun geprägt (siehe das Klimadiagramm des nahen Chenggong). Die Jahresdurchschnittstemperatur liegt bei 23–24 °C und der Jahresniederschlag bei über 2000 mm.

## Geschichte
Die ursprünglichen Bewohner der Gegend sind die Amis. Der Ort hieß ursprünglich Liyu (里壠), was aus der Ami-Sprache stammen und einen Wurm Tubifex hattai bezeichnen soll. In der Spätphase der Qing-Dynastie siedelten sich zunehmend Han-Chinesen in der Gegend an. 1937, zur Zeit der japanischen Kolonialherrschaft, wurde die Gemeinde in Guanshan (關山, „aus dem Berg“) umbenannt und dieser Name wurde nach Übernahme der Insel Taiwan durch die Republik China (1945) fortgeführt.

## Bevölkerung
Guanshan hat etwa 8700 Einwohner (2018). Seit Jahrzehnten ist die Bevölkerungszahl vor allem aufgrund Landflucht rückläufig. Die höchste Einwohnerzahl hatte Guanshan mit 16221 Einwohnern im Jahr 1968. Die Bevölkerung ist multiethnisch. Ende 2017 lebten 2326 Angehörige indigener Völker (vor allem Amis) in Guanshan (etwa 27 % der Gesamtbevölkerung). Die restlichen Einwohner waren ganz überwiegend Han-Chinesen. Die Han sind überwiegend Buddhisten und Taoisten, während die Indigenen meist christlichen Bekenntnisses sind. Im Jahr 2010 wurden folgende Sprachen in Guanshan gesprochen (Personen über 5 Jahre, Mehrfachnennungen möglich): Mandarin 91,6 %, Taiwanisch 62,2 %, Formosa-Sprachen 31,5 %, Hakka 20,0 %, Andere 10,3 %.
| Gliederung von Guanshan                                                                                         |
| Degao 德高里 Xinfu 新福里 b a Lilong 里壠里 Yuemei 月眉里 Dianguang 電光里 a: Zhongfu 中福里 b: Fengguan 豐泉里 |

## Gliederung
Guanshan ist in 7 Stadtteile (里, Qū) unterteilt: Degao (德高里), Xinfu (新福里), Zhongfu (中福里), Fengguan (豐泉里), Lilong (里壠里), Yuemei (月眉里) und Dianguang (電光里).

## Landwirtschaft
Obwohl formell eine Stadtgemeinde, ist Guanshan sehr durch Landwirtschaft geprägt. Angebaut werden Reis, rotes Zuckerrohr, Zitronen, Bananen, Pflaumen, Passionsfrucht, Bergland-Birnen (高接梨), Pfirsiche, Avocado, Erdbeeren, Tomaten, u. a. m. Die Gewerbebetriebe am Ort sind mit der Verarbeitung landwirtschaftlicher Produkte befasst.

## Verkehr
Guanshan wird in Nord-Süd-Richtung von der Provinzstraße 9 durchzogen. Im Norden zweigt davon die Provinzstraße 20 ab. Ebenfalls in Nord-Süd-Richtung verläuft die Taitung-Linie (花東線) der Taiwanischen Eisenbahn. Guanshan und nördlich davon Haiduan sind Haltebahnhöfe.

## Touristik
Touristische Attraktionen und Sehenswürdigkeiten sind der Wasserpark Guanshan (親水公園), der aus der japanischen Kolonialzeit stammende Bahnhof Guanshan, der Tinhau-Tempel (天后宮) aus dem Jahr 1895 und diverse Natursehenswürdigkeiten.

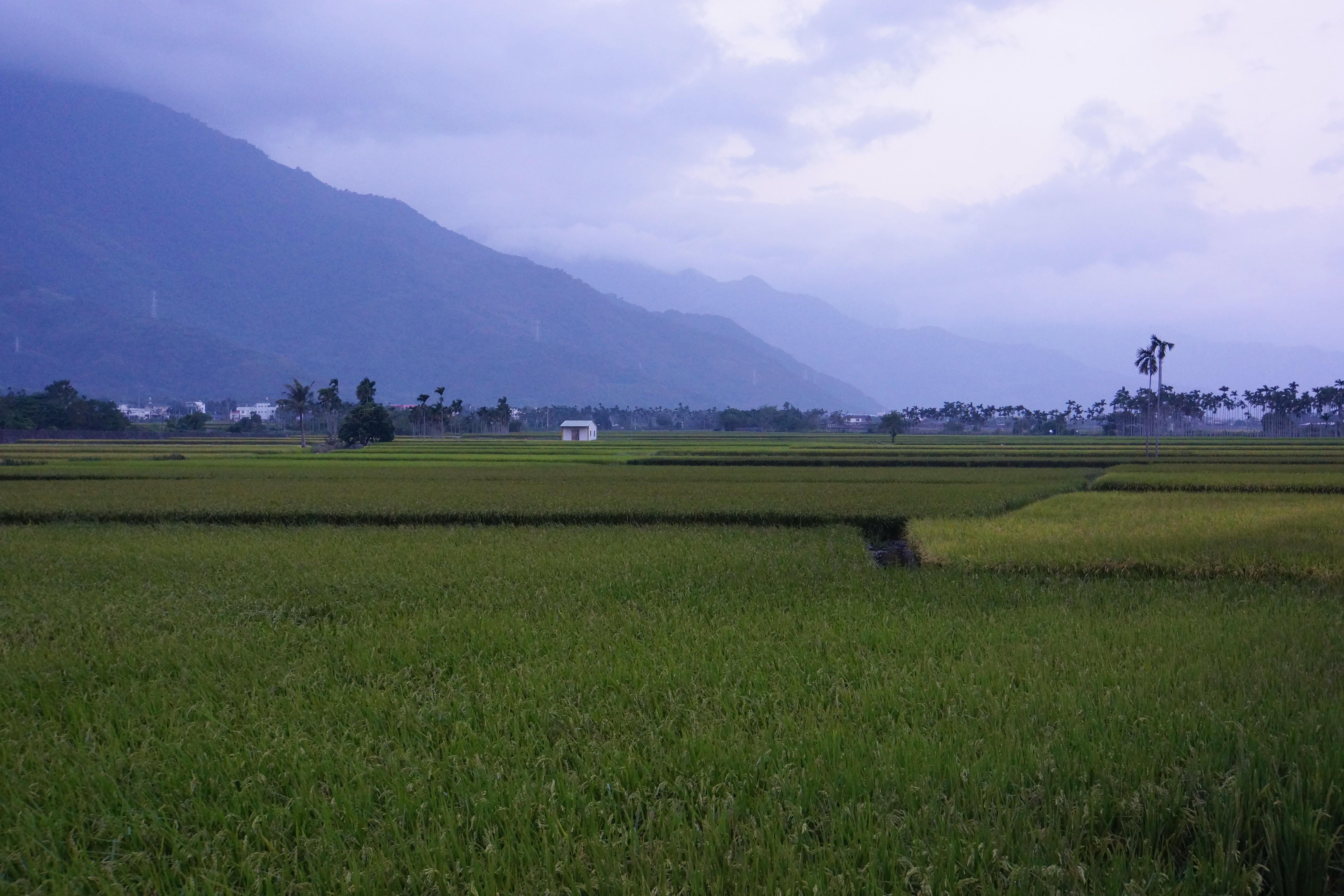
Reisfelder in Guanshan
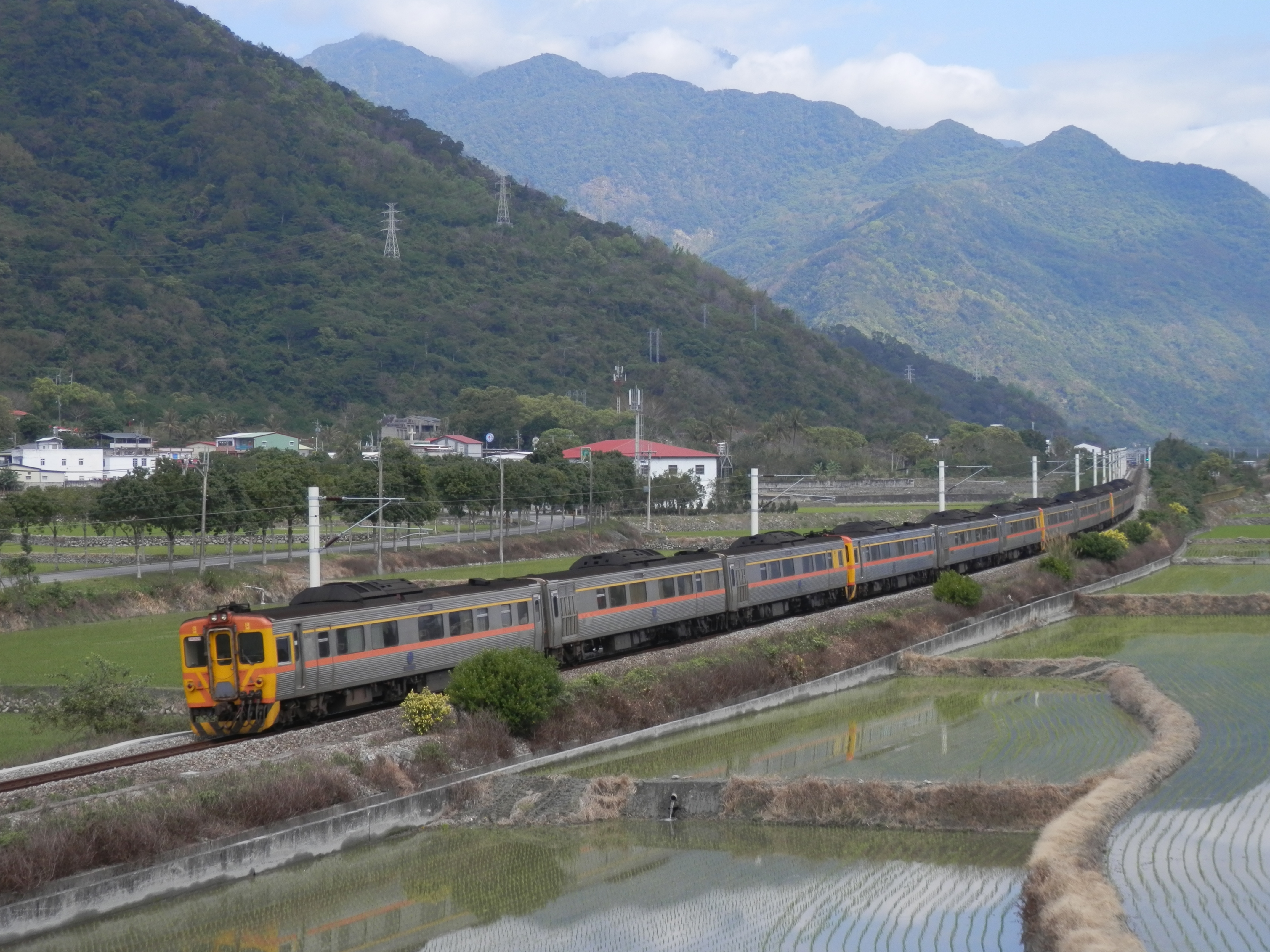
Zug der Taitung-Linie in Guanshan
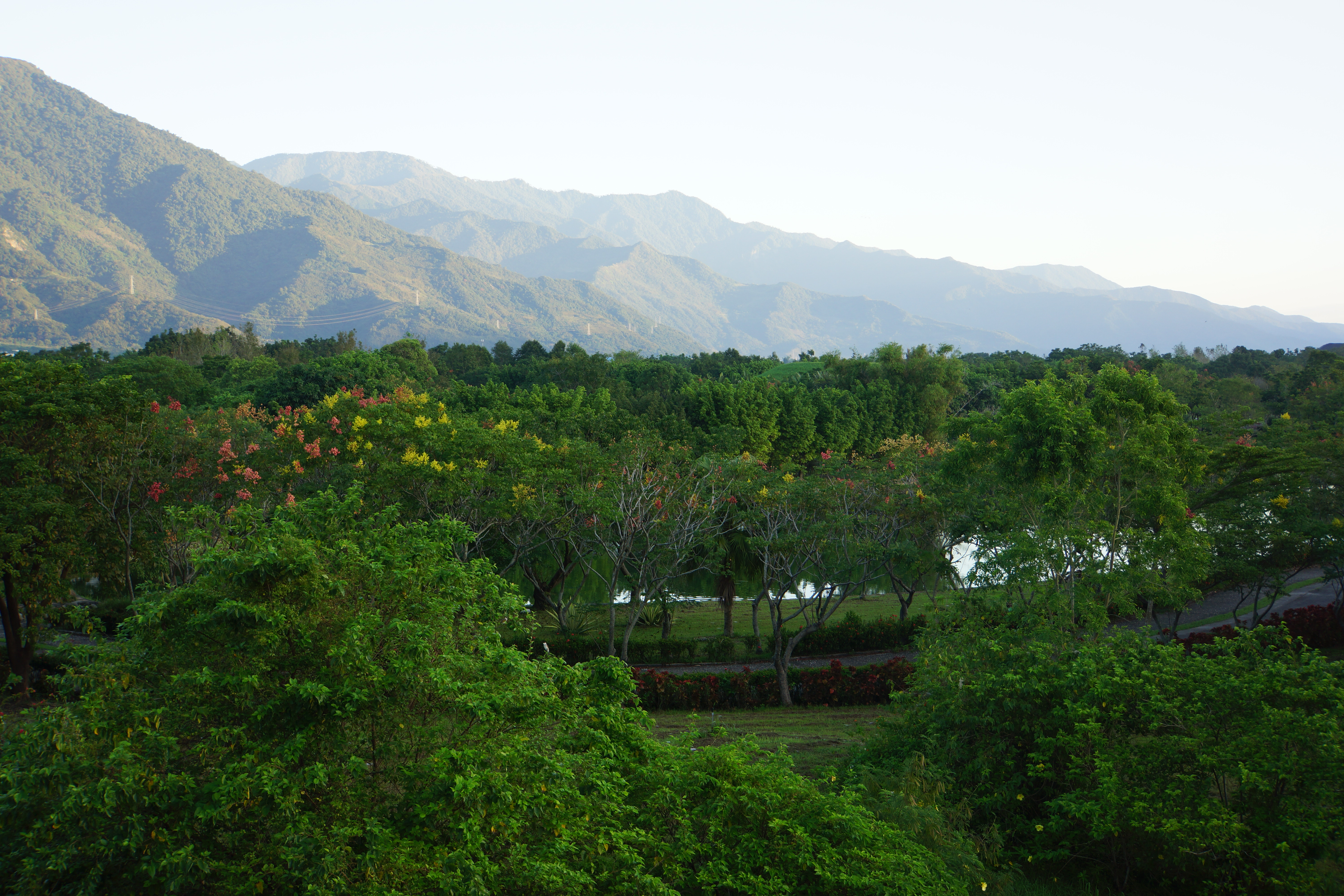
Wasserpark Guanshan